# Болоньола
Болоньола (італ. Bolognola) — муніципалітет в Італії, у регіоні Марке,  провінція Мачерата.
Болоньола розташована на відстані близько 140 км на північний схід від Рима, 75 км на південь від Анкони, 38 км на південний захід від Мачерати.
Населення — 154 особи (2014).
Щорічний фестиваль відбувається 1 червня. Покровитель — San Fortunato.

## Демографія
Населення за роками:

Станом на 1 січня 2023 року в муніципалітеті офіційно проживали 2 іноземці (громадяни України).

## Клімат
| BOLOGNOLA                 | Місяці | Місяці | Місяці | Місяці | Місяці | Місяці | Місяці | Місяці | Місяці | Місяці | Місяці | Місяці | Пора | Пора | Пора | Пора | Рік  |
| BOLOGNOLA                 | Січ    | Лют    | Бер    | Кві    | Тра    | Чер    | Лип    | Сер    | Вер    | Жов    | Лис    | Гру    | Зим  | Вес  | Літ  | Осі  | Рік  |
| ------------------------- | ------ | ------ | ------ | ------ | ------ | ------ | ------ | ------ | ------ | ------ | ------ | ------ | ---- | ---- | ---- | ---- | ---- |
| Темп. макс. (°C)          | -0.6   | 0.8    | 5.9    | 10.5   | 16.3   | 20.3   | 23.9   | 23.2   | 17.7   | 12.9   | 7.8    | 0.5    | 0.2  | 10.9 | 22.5 | 12.8 | 11.6 |
| Темп. мін. (°C)           | -4.3   | -3.1   | -0.8   | 3.0    | 6.2    | 9.2    | 10.8   | 10.8   | 8.5    | 5.6    | 1.1    | -1.9   | -3.1 | 2.8  | 10.3 | 5.1  | 3.8  |
| Опади (мм)                | 64     | 63     | 59     | 60     | 61     | 55     | 32     | 48     | 68     | 70     | 111    | 74     | 201  | 180  | 135  | 249  | 765  |
| Дні опадів (≥ 1 мм)       | 8      | 8      | 8      | 9      | 8      | 7      | 4      | 6      | 6      | 7      | 10     | 8      | 24   | 25   | 17   | 23   | 89   |
| Морозні дні (Tmin ≤ 0 °C) | 30     | 22     | 16     | 1      | 0      | 0      | 0      | 0      | 0      | 0      | 5      | 20     | 72   | 17   | 0    | 5    | 94   |

## Сусідні муніципалітети
- Аккуаканіна
- Монтефортіно
- Сарнано
- Уссіта